# Viatcheslav Klokov

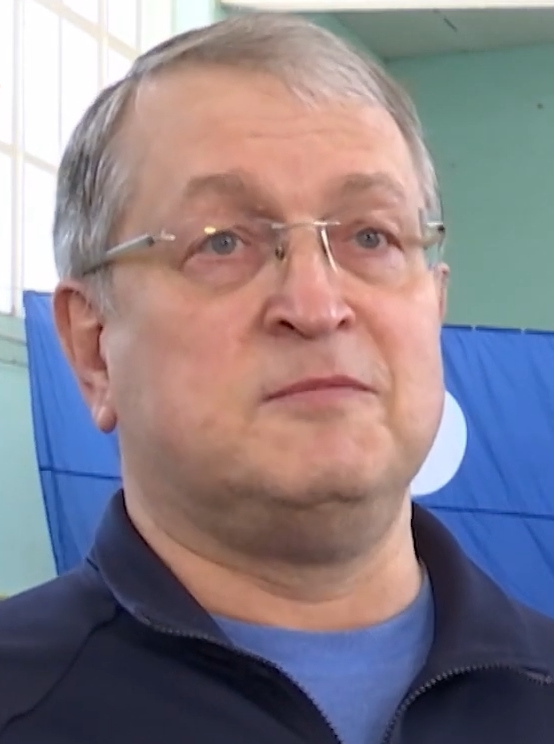

Viatcheslav Ivanovitch Klokov (em russo:  Вячеслав Иванович Клоков; 2 de setembro de 1959) é um russo, campeão mundial em halterofilismo pela União Soviética.
Viatcheslav Klokov competiu na categoria até 110 kg e apareceu no Campeonato Mundial para juniores de 1979, em Debrecen. Ele ganhou ouro: levantou 170 kg no arranque e 210 kg no arremesso, 380 no total combinado, um desempenho bem superior ao representante da Alemanha Oriental, Rene Wissuwa (355 — 155+200).
Competiu no Campeonato Mundial e Europeu de 1981, que foram organizados como um único evento, agora para seniores/adultos; levantou 185 kg no arranque, enquanto seu compatriota Valeri Kravtchuk 180; conseguiu 225 kg no arremesso (410 kg no total), mas Valeri Kravtchuk levantou 235 kg no arremesso (415 no total) e ficou com o ouro.
Klokov foi novamente vice-campeão no Mundial e Europeu seguintes, organizados como um único evento. Levantou 427,5 kg no total (190+237,5), mas seu compatriota Serguei Arakelov obteve esse mesmo resultado e, como era mais leve, ficou com o ouro.
No Campeonato Mundial e Europeu de 1983, em Moscou, que foram organizados como um único evento, Klokov obteve um maior sucesso. Levantou 192,5 kg no arranque e definiu dois recordes mundiais no arremesso: 245 kg na segunda e 247,5 kg na terceira tentativas, somando essas duas últimas marcas com o arranque, foram também dois novos recordes mundiais consecutivos no total — 437,5 e 440 kg. Klokov ficou com o ouro, 30 kg a mais do que o segundo colocado, o húngaro József Jacsó (410 — 185+225).
Klokov estabeleceu sete recordes mundiais ao todo — dois no arranque, três no arremesso e dois no total, todos na categoria até 110 kg (pesado).
Quadro de recordes
| Data       | Disciplina | Marca    | Classe de peso | Lugar   |
| ---------- | ---------- | -------- | -------------- | ------- |
| 09.03.1980 | Arranque   | 188 kg   | Pesado         | Podolsk |
| 05.07.1980 | Arranque   | 190,5 kg | Pesado         | Moscou  |
| 30.07.1983 | Arremesso  | 243 kg   | Pesado         | Moscou  |
| 30.10.1983 | Arremesso  | 245 kg   | Pesado         | Moscou  |
| 30.10.1983 | Arremesso  | 247,5 kg | Pesado         | Moscou  |
| 30.10.1983 | Total      | 437,5 kg | Pesado         | Moscou  |
| 30.10.1983 | Total      | 440 kg   | Pesado         | Moscou  |

Viatcheslav Klokov é membro do Comitê Técnico da Federação Internacional de Halterofilismo. De 1999 a 2003 foi vice-presidente da Federação Europeia de Halterofilismo.  Em 2006 foi eleito para o Weightlifting Hall of Fame.
Viatcheslav é pai de Dmitri Klokov, campeão mundial e medalhista olímpico em halterofilismo.